# Hugh Grosvenor, 2. Duke of Westminster

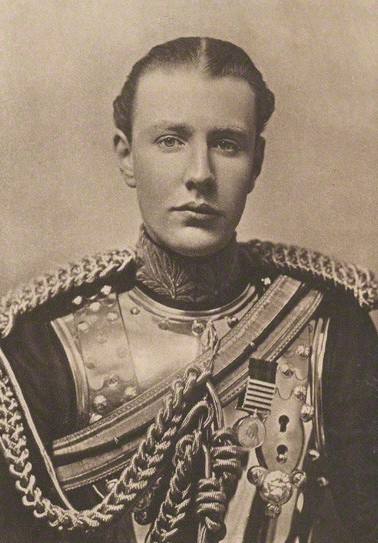
Hugh Grosvenor, 2. Duke of Westminster um 1900

Hugh Richard Arthur Grosvenor, 2. Duke of Westminster GCVO DSO (* 19. März 1879 in Saigton Towers, Cheshire; † 19. Juli 1953 in Lochmore Lodge) war der Sohn von Victor Grosvenor, Earl Grosvenor, und Lady Sibell Mary Lumley. Er war Duke of Westminster sowie ein britischer Motorbootfahrer, der 1908 an den Olympischen Spielen teilnahm.

## Leben
Grosvenor war ein Enkel von Hugh Grosvenor, 1. Duke of Westminster, dessen Titel er infolge des frühen Todes seines Vaters 1899 erbte. Er kämpfte mit einer Freiwilligen-Einheit der Yeomanry im Zweiten Burenkrieg, später war er Aide-de-camp von Lord Roberts und Lord Milner. Grosvenor unterstützte finanziell die Nimrod-Expedition (1907–1909) des britischen Polarforschers Ernest Shackleton. Zum Dank dafür benannte Shackleton den Mount Westminster im Transantarktischen Gebirge nach ihm.
Im Ersten Weltkrieg diente er in Ägypten und Palästina und entwickelte dort einen Prototyp des Rolls-Royce Armoured Car. Er stellte eine Einheit aus derartigen Fahrzeugen zusammen, mit der er bis weit hinter die gegnerische Front vorstieß. Auch gegen die Senussi in Libyen wurden die gepanzerten Fahrzeuge eingesetzt. Er beendete den Krieg im Range eines Obersten.
Ab 1925 hatte Grosvenor eine Affäre mit der französischen Modedesignerin Coco Chanel. Diese dauerte bis 1930.
In der Zeit vor dem Zweiten Weltkrieg schloss sich Grosvenor verschiedenen Gruppierungen am äußersten rechten Rand des politischen Spektrums an, unter anderem dem Right Club, der auch offen antisemitisch war.

## Heirat und Nachkommen

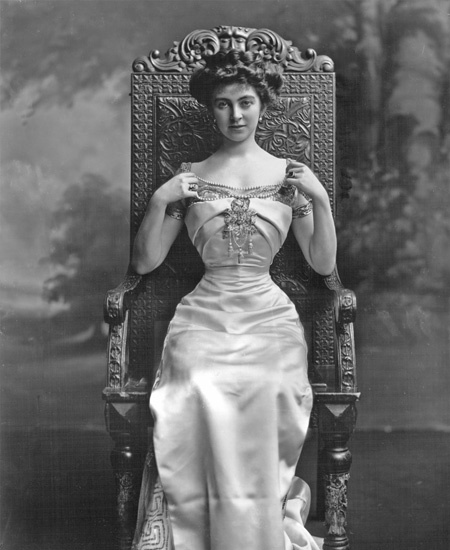
Constance-Edwina Cornwallis-West

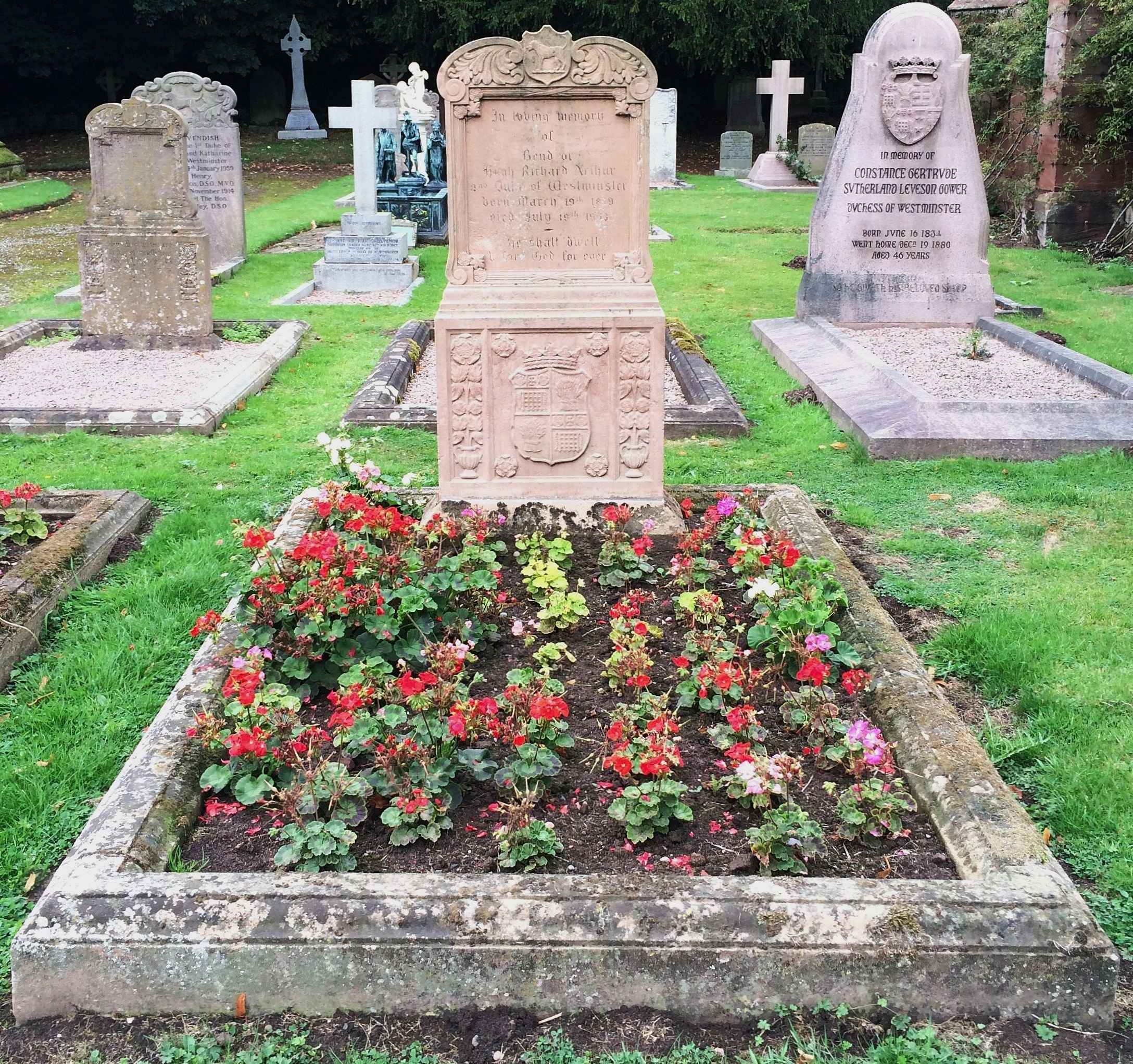
Grab des 2. Duke of Westminster

Grosvenor heiratete am 16. Februar 1901 Constance Edwina (Shelagh) Cornwallis-West (1876–1970), die Schwester von Daisy von Pless. Die Ehe wurde 1919 geschieden. Aus der Ehe stammen drei Kinder:
- Lady Ursula Mary Olivia Grosvenor (1902–1978),
- Edward George Hugh Grosvenor, Earl Grosvenor (1904–1909),
- Lady Mary Constance Grosvenor (1910–2000).

In zweiter Ehe heiratete der Duke am 16. November 1920 Violet Mary Rowley (1891–1963). Diese Ehe, die kinderlos blieb, wurde 1926 geschieden.
Grosvenor heiratete 1930 Loelia Mary Ponsonby (1902–1993), eine Tochter von Frederick Ponsonby, 1. Baron Sysonby. Die Eheleute ließen sich 1947 scheiden, nachdem sie bereits längere Zeit getrennt gelebt hatten. Kinder entstammten der Ehe nicht.
Die vierte Ehe ging der Duke am 7. Februar 1947 mit Anne (Nancy) Winifred Sullivan (1915–2003) ein, die ihren Mann überlebte.
Da der Duke ohne überlebenden männlichen Abkömmling verstarb, gingen seine Titel auf seinen Cousin William Grosvenor über.

## Motorbootsport

### Fahrer
Grosvenor nahm an den Olympischen Spielen 1908 in London über 40 Seemeilen in der unbegrenzten A-Klasse teil. Gemeinsam mit den Besatzungsmitgliedern George Clowes, Joseph Laycock und George H. Atkinson startete er auf seinem Boot Wolseley-Siddeley. Zunächst sollte er im Duell gegen das Kontrahentenboot Dylan mit Thomas Scott-Ellis, 8. Baron Howard de Walden, und Alfred Fentiman starten. Die Dylan musste allerdings das Rennen nach der ersten Runde verlassen und, da kurz darauf schlechtes Wetter auch das verbleibende Boot Grosvenors behinderte, wurde das Rennen verschoben. Am folgenden Tag war der Konkurrent der Franzose Émile Thubron auf der Camille, der einzige nichtbritische Teilnehmer im Feld. Die Wolseley-Siddeley lief nach zwischenzeitlicher Führung auf Grund und musste den Wettkampf aufgeben. So erreichte Thubron nach 2:26:53 Stunden als Einziger das Ziel und gewann die Goldmedaille.
Nach 1908 wurde Motorbootsport niemals mehr olympische Disziplin, so dass Hugh Grosvenor einer von wahrscheinlich nur 13 oder 14 Teilnehmern war, die je bei olympischen Motorbootwettbewerben gestartet sind.

### Eigner

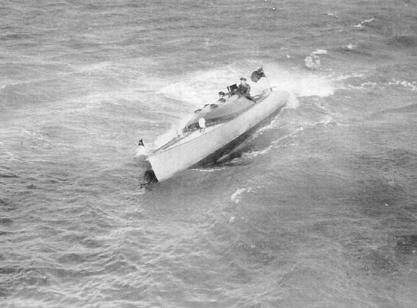
Wolseley-Siddeley

Grosvenors Boot, die Wolseley-Siddeley, war nach den eingebauten Automotoren benannt. Nur selten stand der Besitzer, wie bei den Olympischen Spielen, selbst am Steuer. Mit dem Briten Noel Robbins am Steuer hatte das Boot im Olympiajahr bereits die Rennen in Monte Carlo, Nizza und Palermo gewonnen. Dabei waren Geschwindigkeiten von bis zu 56 km/h erreicht worden. Danach war das Boot in die USA verschifft worden, um am jährlichen Wettkampf um den Harmsworth Cup teilzunehmen. Bei dem Rennen am 2. August 1908 kam die Wolseley-Siddeley nach 30 Meilen mit einem Rückstand von 49 Sekunden als Zweite ins Ziel.
Für 1909 hatte sich Grosvenor die Wolseley-Siddeley II bauen lassen: 9 Fuß länger und mit 800 statt bisher 400 PS Motorenleistung. Robbins gewann auch damit wieder das Rennen in Monte Carlo. Ab 1910 wurde die Schleichwerbung in Offshore Rennsport verboten, die Bootsnamen durften nicht mehr mit Markennamen übereinstimmen. Mit dem umgetauften Boot Ursula II gewann Robbins auch in den Jahren 1910, 1911 und 1912 die Rennen in Monte Carlo, jeweils über 60 Meilen. Als höchste Durchschnittsgeschwindigkeit sind 70,17 km/h für das Rennen von 1910 festgehalten.